# Marion Poschmann

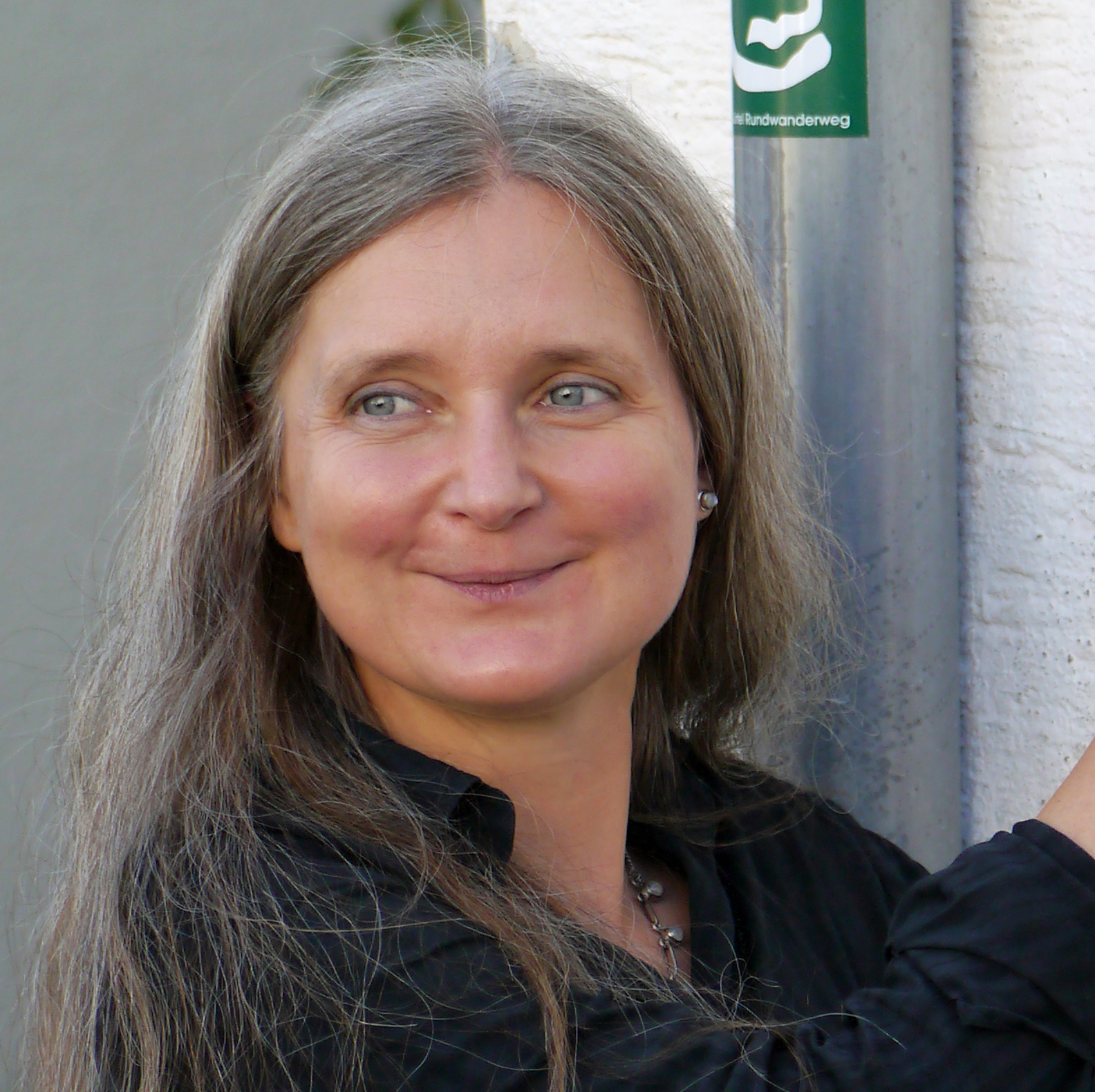
Marion Poschmann am Stadtschreiberhaus in Bergen (2022)

Marion Poschmann (* 15. Dezember 1969 in Essen) ist eine deutsche Autorin, die Lyrik und Prosa schreibt.

## Leben
Marion Poschmann wuchs in Mülheim an der Ruhr und in Essen auf. Von 1989 bis 1995 studierte sie Germanistik, Philosophie und Slawistik, zunächst in Bonn und ab 1992 in Berlin. 1994 studierte sie außerdem Szenisches Schreiben an der Berliner Hochschule der Künste. Von 1997 bis 2003 unterrichtete sie das Fach Deutsch im Rahmen des deutsch-polnischen Grundschulprojekts Spotkanie heißt Begegnung.
Marion Poschmann lebt als freie Schriftstellerin in Berlin.

## Mitgliedschaften
- PEN-Zentrum Deutschland
- Akademie der Wissenschaften und der Literatur Mainz[2]
- Deutsche Akademie für Sprache und Dichtung
- Nordrhein-Westfälische Akademie der Wissenschaften und der Künste
- Akademie der Künste Berlin[3]

## Werke

### Einzelveröffentlichungen
- Baden bei Gewitter. Roman. Frankfurter Verlags-Anstalt, Frankfurt am Main 2002, ISBN 3-627-00089-7.
- Verschlossene Kammern. Gedichte. zu Klampen, Lüneburg 2002, ISBN 3-933156-76-9.
- Grund zu Schafen. Gedichte. Frankfurter Verlags-Anstalt, Frankfurt am Main 2004, ISBN 3-627-00117-6.
- Schwarzweißroman. Frankfurter Verlags-Anstalt, Frankfurt am Main 2005, ISBN 3-627-00124-9.[4]
- Hundenovelle. Frankfurter Verlags-Anstalt, Frankfurt am Main 2008, ISBN 978-3-627-00149-0.
- Geistersehen. Gedichte. Suhrkamp, Berlin 2010, ISBN 978-3-518-42129-1.
- Die Sonnenposition. Roman. Suhrkamp, Berlin 2013, ISBN 978-3-518-42401-8.
- Mondbetrachtung in mondloser Nacht. Über Dichtung. Suhrkamp, Berlin 2016, ISBN 978-3-518-46666-7.
- Geliehene Landschaften. Lehrgedichte und Elegien. Suhrkamp, Berlin 2016, ISBN 978-3-518-42522-0.
- Du ungeseh’ner Blitz. Zur Dichtung Catharina Regina von Greiffenbergs. Reihe Zwiesprachen des Lyrik Kabinetts. Wunderhorn, Heidelberg 2017. ISBN 978-3-88423-554-6.
- Die Kieferninseln. Roman. Suhrkamp, Berlin 2017, ISBN 978-3-518-42760-6.
- Nimbus. Gedichte. Suhrkamp, Berlin 2020, ISBN 978-3-518-42924-2.
- Laubwerk. Wortmeldungen. Verbrecher Verlag, Berlin 2021, ISBN 978-3-95732-489-4.
- Chor der Erinnyen. Roman. Suhrkamp, Berlin 2023, ISBN 978-3-518-43141-2.
- Die Winterschwimmerin. Verslegende. Suhrkamp, Berlin 2025, ISBN 978-3-518-43235-8.

### Anthologien und Literaturzeitschriften (Auswahl)
- Gnadenanstalt. Gedicht. In: Macondo 4. 2000.
- Pappelalleen; heller Report. Gedichte. – In: Macondo. 9. 2003.
- Zacken, Blitze. In: BELLA triste. 18, 2007.[5]
- Karl Otto Conrady (Hrsg.): Der Große Conrady. Das Buch deutscher Gedichte. Von den Anfängen bis zur Gegenwart. Artemis & Winkler, Düsseldorf 2008, ISBN 978-3-538-04004-5.
- Badeoden. Gedichte. In: BELLA triste. 23, 2009.
- Anja Bayer, Daniela Seel (Hrsg.): all dies hier, Majestät, ist deins – Lyrik im Anthropozän. kookbooks, Berlin 2016, ISBN 978-3-937445-80-9.
- Unterscheidungskunst. Ein Gespräch mit Yvonne Pauly über poetische Taxonomien. In: Sinn und Form 1/2021, S. 73–85[6]

## Auszeichnungen
- 2000 Stipendium der Stiftung Kulturfonds Berlin und Brandenburg
- 2002 Alfred-Döblin-Stipendium
- 2003 Autoren-Förderungsprogramm der Stiftung Niedersachsen (Lyrik)
- 2003 Wolfgang-Weyrauch-Förderpreis
- 2003 Aufenthaltsstipendium Künstlerhaus Lukas in Ahrenshoop
- 2004 Stipendium der Deutschen Akademie Rom Villa Massimo
- 2005 Förderpreis des Kulturkreises der Deutschen Wirtschaft im BDI
- 2005 Nominiert für den Deutschen Buchpreis mit Schwarzweißroman
- 2005 Literaturpreis Ruhrgebiet
- 2006 Stipendium des Heinrich-Heine-Hauses der Stadt Lüneburg (Januar bis März)
- 2006 Stipendium im Internationalen Künstlerhaus Villa Concordia
- 2006 Förderpreis zum Droste-Preis der Stadt Meersburg
- 2007 Förderpreis des Landes Nordrhein-Westfalen für junge Künstlerinnen und Künstler
- 2007 Arbeitsstipendium des Deutschen Literaturfonds
- 2007 Literaturstipendium in den Künstlerhäusern Worpswede
- 2009 Kunstpreis Literatur der Land Brandenburg Lotto GmbH[7]
- 2009 Literaturstipendium der Konrad-Adenauer-Stiftung (Else-Heiliger-Fonds)
- 2009 Stipendium Künstlerhaus Edenkoben
- 2010 Stadtschreiberin zu Rheinsberg
- 2011 Stadtschreiberstipendium Tübingen
- 2011 Peter-Huchel-Preis[8]
- 2011 Arbeitsstipendium des Berliner Senats
- 2011 Ernst Meister-Preis für Lyrik für Geistersehen
- 2012 Arbeitsstipendium des Deutschen Literaturfonds
- 2013 Finalistin beim Deutschen Buchpreis (Shortlist) mit Die Sonnenposition
- 2013 Wilhelm-Raabe-Literaturpreis
- 2015 Thomas-Kling-Poetikdozentur der Universität Bonn[9]
- 2017 Deutscher Preis für Nature Writing
- 2017 Düsseldorfer Literaturpreis
- 2017 Nominiert für den Deutschen Buchpreis mit Die Kieferninseln (Shortlist)
- 2018 Berliner Literaturpreis, mit Gastprofessur für deutschsprachige Poetik an der FU Berlin im Sommersemester 2018
- 2018 Klopstock-Preis für neue Literatur für Die Kieferninseln
- 2019 Theodor-Storm-Schreiberin
- 2019 Nominiert für den Man Booker International Prize (Shortlist) für Die Kieferninseln (The Pine Islands)[10]
- 2019 Aufenthaltsstipendium im Ubbelohde-Haus, Goßfelden bei Marburg[11]
- 2019 Calwer Hermann-Hesse-Stipendium
- 2020 Wiesbadener Lyrikpreis Orphil für ihr bisheriges lyrisches Werk – insbesondere für den Band Nimbus
- 2020 Hölty-Preis für ihr umfangreiches lyrisches Œuvre (unter besonderer Hervorhebung des Bandes Nimbus)[12]
- 2020 Liliencron-Dozentur für Lyrik, Kiel
- 2021 Literaturpreis der Stadt Bremen für ihren Gedichtband Nimbus[13]
- 2021 Wortmeldungen (Literaturpreis für kritische Kurztexte) für den Essay Laubwerk[14]
- 2022/2023 Stadtschreiberin von Bergen
- 2023 Joseph-Breitbach-Preis[15]